# Naty Abascal
Natividad Abascal Romero-Toro (Sevilla, 1 de abril de 1943), más conocida como Naty Abascal o Nati Abascal, es una modelo de alta costura española, musa de diseñadores como Elio Berhanyer, Valentino y Óscar de la Renta y exduquesa de Feria.

## Biografía
Nieta del V marqués de Romero-Toro, título pontificio, nació en una familia de 12 hermanos. Tiene una hermana gemela, Ana María Abascal. Su padre, Domingo Abascal y Fernández, era un rico abogado, dueño de extensos olivares y un próspero negocio de aceitunas, y su madre, María Natividad Romero-Toro y Noriega, fue la primera mujer que abrió una boutique en Sevilla.
Cuando contaba con 21 años, el modisto Elio Berhanyer les propuso a su hermana gemela Ana María y a ella que presentaran su colección en Nueva York durante la Exposición Mundial de 1964. Allí conocieron a Richard Avedon quien, a su regreso a España, les ofreció posar para un reportaje de 15 páginas en la revista de moda Harpers Bazaar que se publicaría en enero de 1965. Meses después, Avedon volvió a fotografiarla (esta vez a Naty sola) para la portada de la misma revista. A partir de entonces, comenzó a subir su cotización como modelo y se instaló en Nueva York. Elieen Ford, directora de la agencia de modelos más importante de Estados Unidos, la contrató y Nati Abascal comenzó a pasar modelos de los más famosos modistos. Presentó pieles de Revillon y Maximilliam y posó en los platós con joyas de Cartier o Bulgari. Está considerada la musa de los modistos Óscar de la Renta y Valentino. En 1970 se casó con el escocés Murray Livingstone Smith, del que se divorciaría cinco años más tarde. 
Woody Allen la contrató en 1971 para su película Bananas, en la que interpretó el papel de una guerrillera latinoamericana. También realizó un spot publicitario para televisión en el que aparecía pintada por Salvador Dalí, y posó desnuda para el número de julio de 1971 de la revista Playboy. 
En 1975, tras su divorcio, decidió regresar a Sevilla, donde, el 14 de julio de 1977, contrajo matrimonio con Rafael de Medina y Fernández de Córdoba, duque de Feria, marqués de Villalba y segundo hijo de los duques de Medinaceli, al que conocía desde la infancia. La ceremonia se celebró en la onubense ermita de El Rocío. A partir de entonces se alejó de las pasarelas. De su matrimonio con el duque de Feria nacieron dos hijos: Rafael (nacido el 25 de septiembre de 1978) y Luis (nacido el 31 de agosto de 1980).
En la década de los treinta y tres colaboró como estilista y seleccionando grandes casas en España para la revista "House and Garden", regresando a su trabajo de modelo por todo el mundo a raíz de su separación. 
Tras el verano de 1988 empezaron a correr rumores sobre la posible relación sentimental entre Nati Abascal y Ramón Mendoza, presidente del Real Madrid. En octubre de ese año se separó de su marido. Su relación con el presidente del club madrileño duró hasta aproximadamente finales de 1989. 
El 13 de febrero de 1989 se dictó sentencia en el juicio de separación de los duques de Feria. En ésta, además de establecerse las pensiones correspondientes, se concedió la patria potestad de los hijos a Nati Abascal, y se recogía la renuncia expresa de ella al uso de los títulos que había obtenido por matrimonio. Meses después, en junio de 1989, una posterior sentencia le concedía la patria potestad al aristócrata. Los trámites para la nulidad del matrimonio los inició el duque de Feria en enero de 1992. 
Entre los galardones que ha recibido por ello se encuentran: en 1987 el Óscar a la elegancia de Nueva York de 1986, lo que le permitió ser incluida en el libro "Hall of Fame", en septiembre de 1988 finalista en el premio mundial Elegance Award, y en noviembre de 1993 la Asociación de Críticos norteamericanos la eligió como la mujer mejor vestida del mundo, sucediendo a la princesa Carolina de Mónaco. Además, ha conseguido en cuatro ocasiones el premio a la mujer más elegante de España (1986, 1987, 1988 y 1992), merced a una encuesta realizada por la revista "¡Hola!" entre diseñadores de moda y lectores. [cita requerida]
Actualmente trabaja colaborando en los estilismos y realizaciones de reportajes para la revista ¡Hola! y presta su imagen para conocidas marcas de joyas.

## Títulos nobiliarios
- Excelentísima señora doña Natividad Abascal Romero-Toro, duquesa de Feria y marquesa de Villalba (1977-1989).

## Exposiciones
- Naty Abascal ¡y la moda!, Museo Jumex, 2019.[3]

## Trabajos publicados
- Cuestión de estilo.[4] Editorial: Martínez Roca. Ciudad: Barcelona. Año: 2000. ISBN 9788427025523
- Manual de estilo de Naty Abascal con Vicente Gallart.[5] Editorial: Grijalbo. Ciudad: Madrid. Año: 2013. ISBN 9788425351198